# 2016년 하계 올림픽 유도
2016년 하계 올림픽 유도(포르투갈어: Judô nos Jogos Olímpicos de Verão de 2016)는 2016년 하계 올림픽의 정식 종목으로 진행된 유도 경기로 2016년 8월 6일부터 8월 12일까지 브라질 리우데자네이루의  카리오카 아레나 2에서 열렸다. 

## 예선
2012년 하계 올림픽과 유사하게 국제 유도 연맹이 2016년 5월 30일 발표한 세계 랭킹을 기반으로 출전권을 부여했다. 각 부문의 남자 상위 22명 또는 여자 상위 14명 만으로 순위를 통해 총 252명의 선수가 출전권을 획득했다. 각 국가 올림픽 위원회(NOC)는 경기 하나 당 선수 1명 만이 출전이 가능하다.

## 메달 집계

### 최종 순위
| 순위 | 국가         | 금메달 | 은메달 | 동메달 | 합계 |
| ---- | ------------ | ------ | ------ | ------ | ---- |
| 1    | 일본         | 3      | 1      | 8      | 12   |
| 2    | 프랑스       | 2      | 2      | 1      | 5    |
| 3    | 러시아       | 2      | 0      | 1      | 3    |
| 4    | 이탈리아     | 1      | 1      | 0      | 2    |
| 4    | 미국         | 1      | 1      | 0      | 2    |
| 6    | 브라질       | 1      | 0      | 2      | 3    |
| 7    | 슬로베니아   | 1      | 0      | 1      | 2    |
| 8    | 아르헨티나   | 1      | 0      | 0      | 1    |
| 8    | 체코         | 1      | 0      | 0      | 1    |
| 8    | 코소보       | 1      | 0      | 0      | 1    |
| 11   | 대한민국     | 0      | 2      | 1      | 3    |
| 12   | 아제르바이잔 | 0      | 2      | 0      | 2    |
| 13   | 조지아       | 0      | 1      | 1      | 2    |
| 13   | 카자흐스탄   | 0      | 1      | 1      | 2    |
| 15   | 콜롬비아     | 0      | 1      | 0      | 1    |
| 15   | 쿠바         | 0      | 1      | 0      | 1    |
| 15   | 몽골         | 0      | 1      | 0      | 1    |
| 18   | 중국         | 0      | 0      | 2      | 2    |
| 18   | 이스라엘     | 0      | 0      | 2      | 2    |
| 18   | 우즈베키스탄 | 0      | 0      | 2      | 2    |
| 21   | 벨기에       | 0      | 0      | 1      | 1    |
| 21   | 독일         | 0      | 0      | 1      | 1    |
| 21   | 영국         | 0      | 0      | 1      | 1    |
| 21   | 네덜란드     | 0      | 0      | 1      | 1    |
| 21   | 포르투갈     | 0      | 0      | 1      | 1    |
| 21   | 아랍에미리트 | 0      | 0      | 1      | 1    |
| 합계 | 합계         | 14     | 14     | 28     | 56   |

## 메달리스트

### 남자
| 종목                    | 금                         | 은                             | 동                                     |
| ----------------------- | -------------------------- | ------------------------------ | -------------------------------------- |
| 남자 60kg급 자세히      | 베슬란 무드라노프 · 러시아 | 옐도스 스메토프 · 카자흐스탄   | 다카토 나오히사 · 일본                 |
| 남자 60kg급 자세히      | 베슬란 무드라노프 · 러시아 | 옐도스 스메토프 · 카자흐스탄   | 디요르베크 우로즈보예프 · 우즈베키스탄 |
| 남자 66kg급 자세히      | 파비오 바실레 · 이탈리아   | 안바울 · 대한민국              | 에비누마 마사시 · 일본                 |
| 남자 66kg급 자세히      | 파비오 바실레 · 이탈리아   | 안바울 · 대한민국              | 리쇼트 소비로프 · 우즈베키스탄         |
| 남자 73kg급 자세히      | 오노 쇼헤이 · 일본         | 뤼스탬 오루조프 · 아제르바이잔 | 라샤 샤브다투아슈빌리 · 조지아         |
| 남자 73kg급 자세히      | 오노 쇼헤이 · 일본         | 뤼스탬 오루조프 · 아제르바이잔 | 디르크 판 티헐트 · 벨기에              |
| 남자 81kg급 자세히      | 하산 할무르자예프 · 러시아 | 트래비스 스티븐스 · 미국       | 세르지우 토마 · 아랍에미리트           |
| 남자 81kg급 자세히      | 하산 할무르자예프 · 러시아 | 트래비스 스티븐스 · 미국       | 나가세 다카노리 · 일본                 |
| 남자 90kg급 자세히      | 베이카 마슈 · 일본         | 바를람 리파르텔리아니 · 조지아 | 곽동한 · 대한민국                      |
| 남자 90kg급 자세히      | 베이카 마슈 · 일본         | 바를람 리파르텔리아니 · 조지아 | 청쉰자오 · 중화인민공화국              |
| 남자 100kg급 자세히     | 루카시 크르팔레크 · 체코   | 엘마르 가스모프 · 아제르바이잔 | 시릴 마레 · 프랑스                     |
| 남자 100kg급 자세히     | 루카시 크르팔레크 · 체코   | 엘마르 가스모프 · 아제르바이잔 | 하가 류노스케 · 일본                   |
| 남자 100kg이상급 자세히 | 테디 리네르 · 프랑스       | 하라사와 히사요시 · 일본       | 하파에우 시우바 · 브라질               |
| 남자 100kg이상급 자세히 | 테디 리네르 · 프랑스       | 하라사와 히사요시 · 일본       | 오르 사손 · 이스라엘                   |

### 여자
| 종목                   | 금                             | 은                           | 동                                   |
| ---------------------- | ------------------------------ | ---------------------------- | ------------------------------------ |
| 여자 48kg급 자세히     | 파울라 파레토 · 아르헨티나     | 정보경 · 대한민국            | 곤도 아미 · 일본                     |
| 여자 48kg급 자세히     | 파울라 파레토 · 아르헨티나     | 정보경 · 대한민국            | 오트곤체체크 갈바드라흐 · 카자흐스탄 |
| 여자 52kg급 자세히     | 마일린다 켈멘디 · 코소보       | 오데테 주프리다 · 이탈리아   | 나카무라 미사토 · 일본               |
| 여자 52kg급 자세히     | 마일린다 켈멘디 · 코소보       | 오데테 주프리다 · 이탈리아   | 나탈리야 쿠주티나 · 러시아           |
| 여자 57kg급 자세히     | 하파엘라 시우바 · 브라질       | 도르지수렝깅 소미야 · 몽골   | 텔마 몬테이루 · 포르투갈             |
| 여자 57kg급 자세히     | 하파엘라 시우바 · 브라질       | 도르지수렝깅 소미야 · 몽골   | 마쓰모토 가오리 · 일본               |
| 여자 63kg급 자세히     | 티나 트르스테냐크 · 슬로베니아 | 클라리스 아그베녜누 · 프랑스 | 야르덴 제르비 · 이스라엘             |
| 여자 63kg급 자세히     | 티나 트르스테냐크 · 슬로베니아 | 클라리스 아그베녜누 · 프랑스 | 아니카 판 엠던 · 네덜란드            |
| 여자 70kg급 자세히     | 다치모토 하루카 · 일본         | 유리 알베아르 · 콜롬비아     | 샐리 콘웨이 · 영국                   |
| 여자 70kg급 자세히     | 다치모토 하루카 · 일본         | 유리 알베아르 · 콜롬비아     | 라우라 바르가스 코흐 · 독일          |
| 여자 78kg급 자세히     | 케일라 해리슨 · 미국           | 오드리 최메오 · 프랑스       | 마이라 아기아르 · 브라질             |
| 여자 78kg급 자세히     | 케일라 해리슨 · 미국           | 오드리 최메오 · 프랑스       | 아나마리 벨렌셰크 · 슬로베니아       |
| 여자 78kg이상급 자세히 | 에밀리 앙데올 · 프랑스         | 이달리스 오르티스 · 쿠바     | 야마베 가나에 · 일본                 |
| 여자 78kg이상급 자세히 | 에밀리 앙데올 · 프랑스         | 이달리스 오르티스 · 쿠바     | 위쑹 · 중화인민공화국                |